# ユニオン (ニュージャージー州)
ユニオン（Union）は、アメリカ合衆国ニュージャージー州のユニオン郡にある町（タウンシップ）。人口は5万9728人（2020年）。ニューヨーク都市圏にある郊外都市である。ニューアークの南西に位置している。

## 概要
1808年に法人化した歴史の古い町である。2020年アメリカ合衆国国勢調査によれば、町の人口の約37パーセントはアフリカ系アメリカ人である。

## 交通
ニュージャージー・トランジットのユニオン駅がありペンシルベニア駅行きの列車が利用できる。バスはポート・オーソリティ・バスターミナル行きの便がある。 

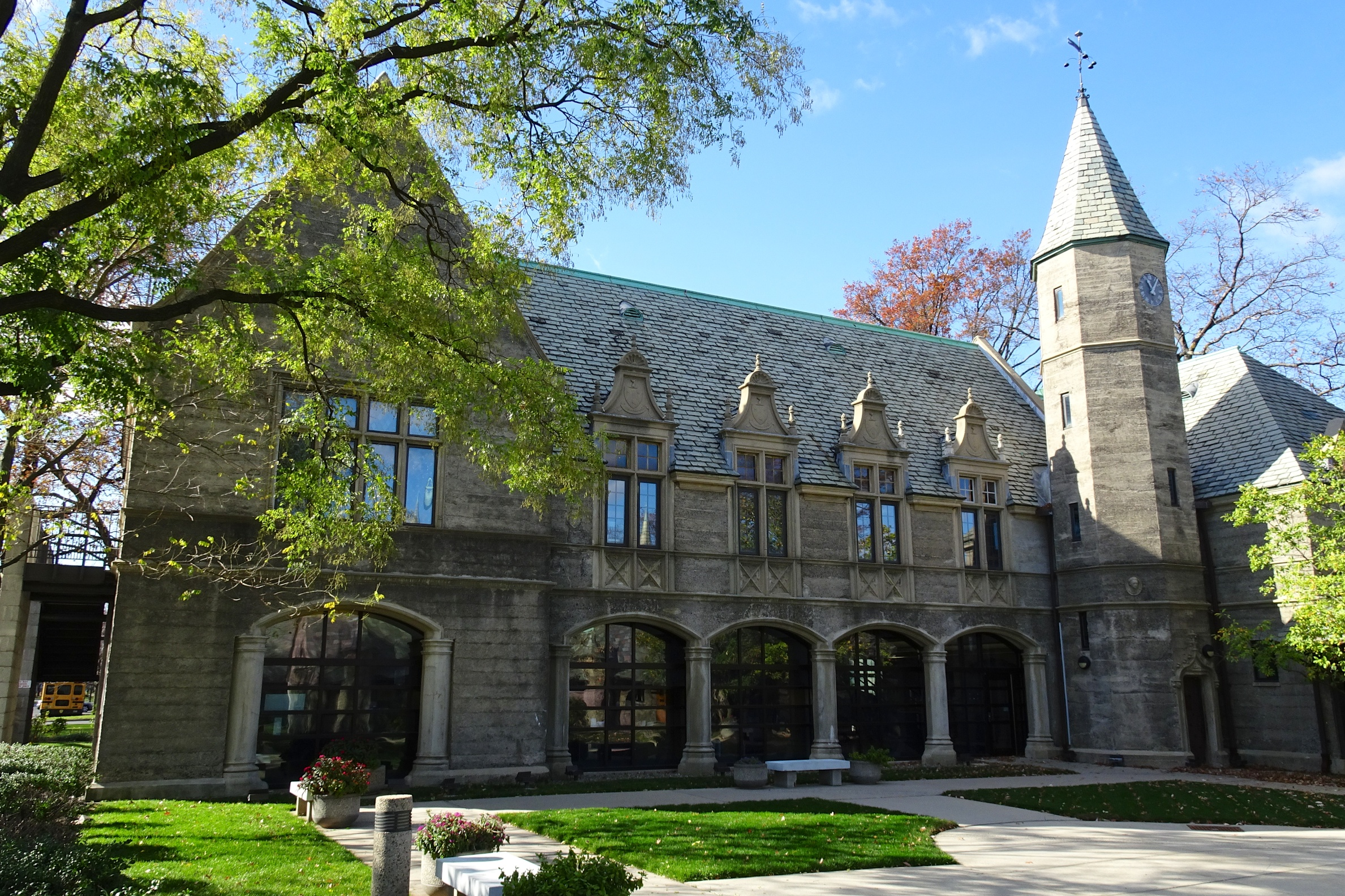
ケイン大学